# Anne au pays d'Euro Disney

Anne au pays d'Euro Disney est un spectacle produit par CITYMAGE et Buena Vista Productions et diffusé en France à 15h15 sur TF1 le jeudi 20 mai 1993, dont les chansons évoquent les différents « lands » du parc Euro Disneyland (actuellement nommé Parc Disneyland).

## Synopsis
Anne nous fait découvrir Euro Disney et ses lands en musique, en alternant avec des personnages Disney.

La visite du parc se fait dans le sens des aiguilles d'une montre, en commençant par Main Street, USA, puis Frontierland, Adventureland, Discoveryland et enfin Fantasyland.

## Organisation du spectacle pour la vidéo et l'émission
Le spectacle a été divisé en six parties, qui suivent les changements de costumes de Anne.

### Première partie
Cette partie (durée 17 minutes et 36 secondes) constitue l'introduction: les spectateurs sont accueillis dans le monde d'Euro Disney.

#### Chansons chantées
Le tableau suivant indique les chansons et leur ordre de passage:

| Ordre de passage | Type           | Titre                                   | Remarque |
| ---------------- | -------------- | --------------------------------------- | --- |
| 1                | EuroDisney     | Un monde nouveau                        | Cette chanson fait une promotion implicite du parc à travers la mise en avant de l'univers féerique de Disney restitué par le parc. |
| 2                | Anne           | On va faire une fête                    | |
| 3                | Anne et Disney | Comme Bambi                             | |
| 4                | EuroDisney     | Supercalifragi Euro Disneyland Vacances | Cette chanson fait une promotion explicite des hôtels, du golf, des plages et des courts de tennis du parc.                         |
| 5                | EuroDisney     | Joue moi de la musique country          | |

#### Chanteurs et danseurs sur scène
Dans l'ordre:
1. Un monde nouveau: 12 danseurs Euro Disney (6 femmes et 7 hommes)
2. On va faire une fête:
  1. Anne avec une tenue blanche avec des traits horizontaux bleus dégageant les bras, un décolleté et le bas des genoux, une veste bleue en plastique avec mes manches jaunes en tissus à partie du coude,
  2. 6 danseurs de l'artiste (deux femmes et 6 hommes).
3. Comme Bambi:
  1. Anne avec une tenue blanche avec des traits horizontaux bleus dégageant les bras, un décolleté et le bas des genoux, une veste bleue en plastique avec mes manches jaunes en tissus à partie du coude,
  2. 6 danseurs de l'artiste (deux femmes et 6 hommes).
4. Supercalifragi Euro Disneyland Vacances:
  1. 5 danseurs Euro Disney (3 femmes et 2 hommes),
  2. Dingo en tenue de joueur de golf,
  3. Minnie en tenue d'hôtesse,
  4. Tic et Tac en tenue de plage,
  5. Donald en tenue de joueur de tennis.
5. Joue moi de la musique country:
  1. 4 danseurs Euro Disney en costume country,
  2. 2 ours.

### Seconde partie
La seconde partie (durée 29 minutes et 22 secondes) fait découvrir Main Street USA et Frontierland.

#### Chansons chantées
Le tableau suivant indique les chansons et leur ordre de passage:

| Ordre de passage | Type           | Titre                    | Remarque                                                                           |
| ---------------- | -------------- | ------------------------ | ---------------------------------------------------------------------------------- |
| 1                | EuroDisney     | La nuit/Macho Duck       |                                                                                    |
| 2                | Anne           | Les p'tits loups         |                                                                                    |
| 3                | Anne et Disney | Oliver                   |                                                                                    |
| 4                | Anne           | J'ai trouvé une amie     |                                                                                    |
| 5                | Anne           | C'est pas n'importe quoi |                                                                                    |
| 6                | Anne           | Si ma vie tourne bien    |                                                                                    |
| 7                | Anne et Disney | Main Street USA          | Chanson faisant la promotion implicite de la rue principale du parc d'Euro Disney. |
| 8                | EuroDisney     | Frontierland             | Chanson faisant la promotion implicite de Frontierland.                            |
| 9                | EuroDisney     | Lucky nugget             | Chanson faisant la promotion implicite de Frontierland.                            |

#### Chanteurs et danseurs sur scène
Dans l'ordre:
1. La nuit/Macho Duck:
  1. 8 danseurs Euro Disney en tenue disco,
  2. Donald en tenue disco.
2. Les p'tits loups:
  1. Anne déguisé avec un pantalon à rayures verticales noires et blanches arrivant au-dessus du nombril, un pull-over rouge avec capuche et des baskets blanches,
  2. 6 danseurs de l'artiste (2 femmes et 4 hommes).
3. Oliver:
  1. Anne déguisé avec un pantalon à rayures verticales noires et blanches arrivant au-dessus du nombril, un pull-over rouge avec capuche et des baskets blanches,
  2. 4 danseurs de l'artiste (2 femmes et 2 hommes).,
  3. Oliver,
  4. Roublard.
4. J'ai trouvé une amie:
  1. Anne déguisé avec un pantalon à rayures verticales noires et blanches arrivant au-dessus du nombril, un pull-over rouge avec capuche et des baskets blanches,
  2. Une petite fille en robe sombre.
5. C'est pas n'importe quoi:
  1. Anne déguisé avec un pantalon à rayures verticales noires et blanches arrivant au-dessus du nombril, un pull-over rouge avec capuche et des baskets blanches,
  2. 6 danseurs (2 femmes et 4 hommes).
6. Si ma vie tourne bien:
  1. Anne déguisé avec un pantalon à rayures verticales noires et blanches arrivant au-dessus du nombril, un pull-over rouge avec capuche, une veste couverte de badge et pin's du monde entier et des baskets blanches,
  2. 6 danseurs (2 femmes et 4 hommes).
7. Main Street USA:
  1. 6 danseurs Euro Disney (3 femmes et 3 hommes) habillés avec style fin XIXe siècle, début XXe,
  2. Mickey en tenue de chef de fanfare.
8. Frontierland:
  1. 3 danseurs Euro Disney déguisés en cow-boy,
  2. Dingo en cow-boy,
  3. Tic et Tac déguisé en Indiens.
9. Lucky nugget:
  1. 3 danseurs Euro Disney déguisés en cow-boy,
  2. 3 danseuses Euro Disney déguisé en danseuse de saloon,
  3. Dingo en cow-bow,
  4. Minnie en patronne de saloon,
  5. Pluto en serveur de saloon.

### Troisième partie
La troisième partie (9 minutes et 36 secondes) fait découvrir Adventurland.

#### Chansons chantées
Le tableau suivant indique les chansons et leur ordre de passage:

| Ordre de passage | Type        | Titre                   | Remarque |
| ---------------- | ----------- | ----------------------- | --- |
| 1                | EuroDisney  | Fantômes                | Chanson faisant la promotion implicite du Phantom Manor.                                                                    |
| 2                | Anne        | Moi j'ai pas peur       | |
| 3                | EuroDisney  | Etes vous de Dixie      | |
| 4                | EuroDisney  | Aventurland             | Chanson faisant la promotion implicite de Adventureland Bazaar.                                                             |
| 5                | EuroDisney  | Je veux être comme vous | Chanson faisant la promotion implicite de l'Explorer's club et de la future attraction Indiana Jones et le Temple du Péril. |
| 6                | EurdoDisney | Pirates                 | Chanson faisant la promotion implicite de Pirates of the Caribbean et d'Adventure Isle.                                     |

#### Chanteurs et danseurs sur scène
Dans l'ordre:
1. Fantômes:
  1. 8 danseurs Euro Disney (5 femmes et 3 hommes):
    1. 2 danseuses et 1 danseurs déguisé en revenants des siècles passés dans un cadre de toile géant vide à gauche de la scène,
    2. 2 danseuses et 1 danseurs déguisé en revenants des siècles passés dans un cadre de toile géant vide à droite de la scène,
    3. 1 danseuse déguisés en morte en robe de mariée arrivant du côté gauche de la scène,
    4. 1 danseur déguisé en squelettes habillés d'un costume de gentilhomme du XXe siècle.
2. Moi j'ai pas peur:
  1. Anne déguisée avec des chaussures noires et une tenue noire dégageant ses épaules, un décolleté et les bas de genoux, avec par-dessus une sorte de gilet composé de petit tubes de bois blancs reliés entre eux,
  2. 6 danseurs de l'artiste (2 femmes et 4 hommes):
    1. 1 danseuse et 2 danseurs dans le cadre de toile géant du côté gauche de la scène,
    2. 1 danseuse et 2 danseurs dans le cadre de toile géant du côté droit de la scène.
3. Êtes-vous de Dixie:
  1. 8 danseurs Euro Disney (4 femmes et 4 hommes) en tenue des années 1920.
4. Aventurland:
  1. 5 danseurs Euro Disney (2 femmes et 3 hommes) en tenue d'Orient,
  2. Dingo déguisé en aventurier.
5. Je veux être comme vous:
  1. 4 singes,
  2. Tic et Tac déguisé en serviteur du roi Louie,
  3. le roi Louie,
  4. Dingo déguisé en aventurier.
6. Pirates:
  1. 4 danseurs Euro Disney déguisé en matelots pirates ayant déposé un coffre,
  2. Donald déguisé en capitaine des pirates.

### Quatrième partie
Cette très courte partie (durée 7 minutes et 26 secondes) est entièrement consacrée à Anne qui interprète deux chansons consacrés au film La Petite Sirène (film, 1989)

#### Chansons chantées
Le tableau suivant indique les chansons et leur ordre de passage:

| Ordre de passage | Type           | Titre            | Remarque |
| ---------------- | -------------- | ---------------- | -------- |
| 1                | Anne et Disney | La Petite Sirène |          |
| 2                | Anne et Disney | Partir là-bas    |          |

#### Chanteurs et danseurs sur scène
Dans l'ordre:
1. La Petite Sirène:
  1. Anne déguisée avec une robe rouge, avec des nuances orange, des chaussures rouges assorties et un collier d'anneau noir,
  2. 6 danseurs de l'artiste (2 femmes et 4 hommes) avec des trompettes pour les hommes,
  3. la Petite Sirène sur un rocher au fond de la scène.
2. Partir là-bas: Anne assise sur un coffre avec des bulles descendant du plafond

### Cinquième partie
La cinquième partie (durée 16 minutes et 17 secondes) fait découvrir Discoveryland.

#### Chansons chantées
Le tableau suivant indique les chansons et leur ordre de passage:

| Ordre de passage | Type           | Titre                                    | Remarque                                                                                     |
| ---------------- | -------------- | ---------------------------------------- | -------------------------------------------------------------------------------------------- |
| 1                | Anne           | 1,2,3 Soleil                             |                                                                                              |
| 2                | Anne et Disney | Bernard et Bianca au pays des Kangourous | Chanson faisant la promotion explicite du filma Bernard et Bianca au pays des kangourous.    |
| 3                | Anne           | Demain c'est aujourd'hui                 |                                                                                              |
| 4                | EuroDisney     | Discoveryland                            | Chanson faisant la promotion implicite de Discoveryland et plus particulièrement Captain Eo. |

#### Chanteurs et danseurs sur scène
Dans l'ordre:
1. 1,2,3 Soleil:
  1. Anne déguisée avec un imperméable couleur alumium, un pantalon noir, un chapeau noir et des chaussures noires,
  2. 6 danseurs de l'artiste (2 femmes et 4 hommes) déguisé avec un imperméable couleur alumium, un pantalon noir, un chapeau noir et des chaussures noires.
2. Bernard et Bianca au pays des Kangourous:
  1. Anne en dos-nud blanc, pantalon noir et chaussures noires,
  2. 4 musicien de l'artiste,
  3. Bernard et Bianca.
3. Demain c'est aujourd'hui:
  1. Anne en dos-nud blanc, pantalon noir et chaussures noires,
  2. 6 danseurs de l'artiste (2 femmes et 4 hommes).
4. Discoveryland:
  1. 5 danseurs Euro Disney déguisés avec un casquette rouge, des lunettes de soleil, des gants jaunes, une ceinture jaune, une sorte de bouée de sauvetage jaune, une veste rouge, un pantalon rouge et des chaussures noires.

### Sixième partie
La sixième partie (durée 7 minutes et 23 secondes) fait découvrir Fantasyland.

#### Chansons chantées
Le tableau suivant indique les chansons et leur ordre de passage:

| Ordre de passage | Type           | Titre        | Remarque |
| ---------------- | -------------- | ------------ | --- |
| 1                | EuroDisney     | Fantasyland  | Chanson faisant la promotion implicite de Château de la Belle au bois dormant, Carrousel des parcs Disney et It's a Small World.  |
| 2                | Anne et Disney | Medley final | Chanson faisant la promotion implicite de Snow White's Scary Adventures, Alice's Curious Labyrinth et Pinocchio's Daring Journey. |

#### Chanteurs et danseurs sur scène
Dans l'ordre:
1. Fantasyland:
  1. sur la première partie de la chanson (thème du royaume enchanté):
    1. 4 danseurs Euro Disney (2 femmes et 2 hommes) déguisé en personnages de la cour au Moyen Âge,
    2. Miskey et Minnie.

  2. sur la seconde partie de la chanson (thème It's a small World):
    1. 6 danseurs Euro Disney (3 femmes et 3 hommes) déguisé selon la thématique de It's a small World,
    2. Mickey et Minnie.
2. Medley final:
  1. sur la chanson "Heigh-ho":
    1. 6 danseurs Euro Disney (3 femmes et 3 hommes),
    2. Simplet.

  2. sur la chanson "I'm late":
    1. 6 danseurs Euro Disney (3 femmes et 3 hommes),
    2. le Lapin.

  3. sur la chanson "I've got no strings":
    1. 8 danseurs Euro Disney (4 femmes et 4 hommes),
    2. Pinocchio.

  4. sur la chanson "Zip-A-Dee-Doo-Dah":
    1. 12 danseurs Euro Disney (6 femmes et 6 hommes),
    2. Un ours.

  5. sur le final "Quand on prie la bonne étoile":
    1. Anne déguisé avec un dos-nud blanc, une veste en queue de pie noirs avec brillants, un pantalon noir et des chaussures noir,
    2. 6 danseurs de l'artiste (2 femmes et 4 hommes),
    3. 12 danseurs Euro Disney (6 femmes et 6 hommes),
    4. Mickey et Minnie,
    5. Donald,
    6. Dingo,
    7. Tic et Tac,
    8. Pluto,
    9. Simplet,
    10. Ours.

## Commentaires
L'émission est composée de vidéos du spectacle de Anne à l'Olympia du 26 février au 15 mars 1992. Elle est également sortie en vente sous forme de cassette dans le courant de l'année 1992.